# الرابطة البرلمانية 1982–83
الرابطة البرلمانية 1982–83 (بالإنجليزية: 1982–83 Isthmian League)‏ هو موسم من دوري إسثميان. فاز فيه ويكمب وندررز.